# Premi Louis-Delluc
El premi Louis-Delluc (en francès Prix Louis-Delluc) és un premi cinematogràfic francès que s'atorga des de 1936 i rep el nom en homenatge a l'escriptor i director Louis Delluc.
Avui en dia, alguns el consideren el Premi Goncourt de cinema.
El 1999 es va crear un premi Louis-Delluc per a la primera pel·lícula.

## Creació
El desembre de 1936, en nom de l'associació La Jeune Critique indépendante, Maurice Bessy i Marcel Idzkowski van voler afegir un Prix de la jeunesse al Gran Premi de Cinema Francès que s'atorgava des de 2 anys abans.
Se li va posar el nom de Louis Delluc: teòric d'un cinema “a la francesa” aleshores en plena maduració abans de la guerra, defensor del reconeixement institucional d'aquest mitjà descuidat i de vegades odiat, aquest prolífic escriptor i jove director als 30 anys va ser censurat per la seva pel·lícula La Boue en maig de 1921, víctima de una administració retrògrada. Mort als 33 anys després de només 7 pel·lícules, és el líder de la jove i innovadora primera avantguarda del cinema francès.
Perquè el lema «Defensa el cinema, l'art jove i l'art dels joves amb entusiasme i franquesa» s'aplica millor, la imatge de Louis Delluc quan parla del seu compromís amb el cinema, el jurat està format per 23 membres, tots de trenta anys, a excepció del seu degà Paul Gordeaux, de 45 anys i quatre benjamins: Pierre Ogouz (periodista), 27 anys, Maurice Bessy, 26 anys, Émile Cerquant (periodista), 25 anys, i el jove Georges Cravenne llavors de 22 anys.
Els altres membres del primer jurat del premi Louis-Delluc són, per ordre alfabètic, Marcel Achard, Georges Altman, Claude Aveline, Pierre Bost, Odile Cambier (cronista), Suzanne Chantal, Georges Charensol, Louis Cheronnet (periodista), Benjamin Fainsilber (autor dramàtic), Nino Frank, Paul Gilson, Pierre Humbourg, Marcel Idzkowski, Henri Jeanson, André Le Bret (actor), Roger Lesbats, Roger Régent i Jean Vidal.
El jurat amplia els criteris de selecció de pel·lícules a aquelles "realitzades per un esperit francès" que permet incloure determinades pel·lícules estrangeres quan les seleccionades per al Gran Premi del Cinema Francès no poden rebre cap col·laboració externa.
El jurat selecciona una trentena de pel·lícules.
El dimarts 22 de desembre, a les 13 h, durant un dinar amistós presidit per René Delluc, pare de Louis Delluc, el primer premi Louis-Delluc és atorgat a la pel·lícula Les Bas-fonds dirigida per Jean Renoir, per una curta majoria de vots davant la pel·lícula Jenny de Marcel Carné.
El gran premi de cinema s'atorgarà al vespre a la pel·lícula L'Appel du silence de Léon Poirier.
La recepció d'aquest nou premi per part de la premsa està anunciada: les seves ambicions manifestades de promoure l'aparició del cinema enfosquien certes preguntes que ja es plantegen a la premsa sobre els modes de funcionament d'aquest autoproclamat col·lectiu on, en una barreja de gèneres i amb una llibertat de to difícil de justificar, membres del jurat fa una crònica pròpia del seu treball.
L'any següent es va produir un retard en l'organització de l'esdeveniment que es va ajornar al febrer de 1938, però es va mantenir el principi de lliurament de premis a finals d'any natural i es va reproduir per a la tercera edició del mateix any.
Per tant, no hi ha cerimònia de lliurament de premis el 1937 i n'hi ha dos el 1938, amb 10 mesos de diferència.
La guerra frustra l'organització de l'esdeveniment que no atorga premis del 1939 al 1944.

## Evolució
Després de la guerra, el premi va guanyar progressivament l'estima dels cinèfils, sobretot per l'eficàcia de la designació del Premi Louis-Delluc que, a més de ser icònic, va marcar els esperits i al costat del qual es va afegir el terme "Gran Premi del Cinema Francès”, que lluita per mantenir-se.
El 1949 i el 1953, mentre que no es va fer la presentació del gran premi del cinema francès, es va mantenir el premi Louis-Delluc, ara independent.
Si bé conserva una certa dimensió avantguardista en esforçar-se per honrar pel·lícules de gènere o documentals, la seva creixent notorietat i l'interès que desperta als ulls de la professió empenyen els seus successius dirigents a contravenir les recomanacions dels seus fundadors com la defensa d'un cinema exclusivament jove i el manteniment de l'edat dels membres del jurat menors de 40 anys.

## El premi Louis-Delluc actualment
Gilles Jacob, membre del jurat des de 1975, el presideix cada any des de 1993. Les deliberacions tenen lloc al restaurant parisenc Fouquet's a l'Avinguda dels Camps Elisis.
Exempt de tota consideració comercial, succeeix que el premi Louis-Delluc reconeix una pel·lícula que encara no s'ha estrenat a les sales i afecta la seva distribució com l'any 1958 per Moi, un noir que es distribueix el març de 1960, Le Roi et l'Oiseau premiat el 1979 i que s'estrenarà el març de l'any següent o Danton l'any 1982, llançat al gener, un mes després que s'atorgués el premi.
Criteris d'elegibilitat modificats després de la guerra i mantinguts fins al 1986: la pel·lícula s'havia de rodar a França. Actualment, l'exigència és sobretot la nacionalitat dels directors i produccions: dues pel·lícules de parla no francesa Espoir, sierra de Teruel i Els núvols de Sils Maria va guanyar el premi el 1945 i el 2014.
Les pel·lícules escollides combinen rigor artístic, estil singular, visió d'autor i reconeixement públic. Estan seleccionats entre les primeres pel·lícules (Jean-Paul Rappeneau el 1965 o Sandrine Veysset el 1996) o produccions d'autors confirmats i reconeguts (Jean-Luc Godard i Louis Malle, premiats conjuntament el 1987, Claude Chabrol el 2000…), malgrat un acord que, si bé fa molt de temps que no s'aplica i s'abandona l'any 1986, es compromet a premiar un director jove que preferiblement mai no ha guanyat cap premi.
Després de l'abandonament d’aquesta convenció inicial, el premi Louis-Delluc es va atorgar de vegades diverses vegades als mateixos cineastes, com ara Alain Resnais el 1966, 1993 i el 1997, Michel Deville el 1967 i el 1988, Louis Malle el 1957 i el 1987, Claude Sautet el 1969 i el 1995 i Abdellatif Kechiche el 2007 i el 2013.
Des de 2016, els membres del jurat són setze i són elegits vitalíciament per cooptació.
El 2019, el jurat, presidit per Gilles Jacob,va estar format per Sophie Avon (Ouest-France), Michel Ciment (Positif), Annie Coppermann (Les Échos), Élisabeth Franck-Dumas (Libération), Jean-Michel Frodon (Slate), Jérôme Garcin (L'Obs), Serge Kaganski, Jean-Marc Lalanne (Les Inrocks), Gérard Lefort, Xavier Leherpeur (La Septième Obsession), Pascal Mérigeau, Pierre Murat (Télérama), Marie-Noëlle Tranchant (Le Figaro ; Causeur) i Alex Vicente (El País).

## Guanyadors

### Premi Louis-Delluc a la millor pel·lícula

#### Dècada del 1930
| Any  | Títol              | Director(s)  |
| ---- | ------------------ | ------------ |
| 1937 | Les Bas-fonds      | Jean Renoir  |
| 1938 | Le Puritain        | Jeff Musso   |
| 1939 | Le Quai des brumes | Marcel Carné |

#### Dècada del 1940
| Any  | Títol                    | Director(s)    |             |
| ---- | ------------------------ | -------------- | ----------- |
| 1940 | no concedit              | no concedit    | no concedit |
| 1941 | no concedit              | no concedit    | no concedit |
| 1942 | no concedit              | no concedit    | no concedit |
| 1943 | no concedit              | no concedit    | no concedit |
| 1944 | no concedit              | no concedit    | no concedit |
| 1945 | Espoir, sierra de Teruel | André Malraux  |             |
| 1946 | La Belle et la Bête      | Jean Cocteau   |             |
| 1947 | Paris 1900               | Nicole Védrès  |             |
| 1948 | Les Casse Pieds          | Jean Dréville  |             |
| 1949 | Rendez-vous de juillet   | Jacques Becker |             |

#### Dècada del 1950
| Any  | Títol                         | Director(s)           |             |
| ---- | ----------------------------- | --------------------- | ----------- |
| 1950 | Journal d'un curé de campagne | Robert Bresson        |             |
| 1951 | no concedit                   | no concedit           | no concedit |
| 1952 | Le Rideau cramoisi            | Alexandre Astruc      |             |
| 1953 | Les Vacances de M. Hulot±     | Jacques Tati          |             |
| 1954 | Les Diaboliques               | Henri-Georges Clouzot |             |
| 1955 | Les Grandes Manœuvres         | René Clair            |             |
| 1956 | Le Ballon rouge≠              | Albert Lamorisse      |             |
| 1957 | Ascenseur pour l'échafaud     | Louis Malle           |             |
| 1958 | Moi, un noir                  | Jean Rouch            |             |
| 1959 | On n'enterre pas le dimanche  | Michel Drach          |             |

#### Dècada del 1960
| Any  | Títol                         | Director(s)          |
| ---- | ----------------------------- | -------------------- |
| 1960 | Une aussi longue absence      | Henri Colpi          |
| 1961 | Un cœur gros comme ça         | François Reichenbach |
| 1962 | L'Immortelle                  | Alain Robbe-Grillet  |
| 1962 | Le Soupirant                  | Pierre Étaix         |
| 1963 | Les Parapluies de Cherbourg±≈ | Jacques Demy         |
| 1964 | Le Bonheur                    | Agnès Varda          |
| 1965 | La Vie de château             | Jean-Paul Rappeneau  |
| 1966 | La Guerre est finie           | Alain Resnais        |
| 1967 | Benjamin                      | Michel Deville       |
| 1968 | Baisers volés                 | François Truffaut    |
| 1969 | Les Choses de la vie          | Claude Sautet        |

#### Dècada del 1970
| Any  | Títol                         | Director(s)            |
| ---- | ----------------------------- | ---------------------- |
| 1970 | Le Genou de Claire            | Éric Rohmer            |
| 1971 | Rendez-vous à Bray            | André Delvaux          |
| 1972 | État de siège                 | Costa-Gavras           |
| 1973 | L'Horloger de Saint-Paul      | Bertrand Tavernier     |
| 1974 | La Gifle                      | Claude Pinoteau        |
| 1975 | Cousin, cousine               | Jean-Charles Tacchella |
| 1976 | Le Juge Fayard dit Le Shériff | Yves Boisset           |
| 1977 | Diabolo menthe                | Diane Kurys            |
| 1978 | L'Argent des autres           | Christian de Chalonge  |
| 1979 | Le Roi et l'Oiseau            | Paul Grimault          |

#### Dècada del 1980
| Any  | Títol                 | Director(s)            |
| ---- | --------------------- | ---------------------- |
| 1980 | Un étrange voyage     | Alain Cavalier         |
| 1981 | Une étrange affaire   | Pierre Granier-Deferre |
| 1982 | Danton                | Andrzej Wajda          |
| 1983 | À Nos Amours          | Maurice Pialat         |
| 1984 | La Diagonale du fou   | Richard Dembo          |
| 1985 | L'Effrontée           | Claude Miller          |
| 1986 | Mauvais sang          | Leos Carax             |
| 1987 | Soigne ta droite      | Jean-Luc Godard        |
| 1987 | Au revoir les enfants | Louis Malle            |
| 1988 | La Lectrice           | Michel Deville         |
| 1989 | Un monde sans pitié   | Éric Rochant           |

#### Dècada del 1990
| Any  | Títol                            | Director(s)       |
| ---- | -------------------------------- | ----------------- |
| 1990 | Le Petit Criminel                | Jacques Doillon   |
| 1990 | Le Mari de la coiffeuse          | Patrice Leconte   |
| 1991 | Tous les matins du monde         | Alain Corneau     |
| 1992 | Le Petit prince a dit            | Christine Pascal  |
| 1993 | Smoking / No Smoking             | Alain Resnais     |
| 1994 | Les Roseaux sauvages             | André Téchiné     |
| 1995 | Nelly et Monsieur Arnaud         | Claude Sautet     |
| 1996 | Y aura-t-il de la neige à Noël ? | Sandrine Veysset  |
| 1997 | On connaît la chanson            | Alain Resnais     |
| 1997 | Marius et Jeannette              | Robert Guédiguian |
| 1998 | L'Ennui                          | Cédric Kahn       |
| 1999 | Adieu, plancher des vaches !     | Otar Iosseliani   |

#### Dècada del 2000
| Any  | Títol                                               | Director(s)         |
| ---- | --------------------------------------------------- | ------------------- |
| 2000 | Merci pour le chocolat                              | Claude Chabrol      |
| 2001 | Intimité                                            | Patrice Chéreau     |
| 2002 | Être et avoir                                       | Nicolas Philibert   |
| 2003 | Trilogia: Cavale / Un couple épatant / Après la vie | Lucas Belvaux       |
| 2003 | Les Sentiments                                      | Noémie Lvovsky      |
| 2004 | Rois et reine                                       | Arnaud Desplechin   |
| 2005 | Les Amants réguliers                                | Philippe Garrel     |
| 2006 | Lady Chatterley                                     | Pascale Ferran      |
| 2007 | La Graine et le Mulet                               | Abdellatif Kechiche |
| 2008 | La Vie moderne                                      | Raymond Depardon    |
| 2009 | Un prophète                                         | Jacques Audiard     |

#### Dècada del 2010
| Any  | Títol                                      | Director(s)         |
| ---- | ------------------------------------------ | ------------------- |
| 2010 | Mistérios de Lisboa (Mystères de Lisbonne) | Raúl Ruiz Pino      |
| 2011 | Le Havre                                   | Aki Kaurismäki      |
| 2012 | Les Adieux à la reine                      | Benoît Jacquot      |
| 2013 | La Vie d'Adèle – Chapitres 1 & 2           | Abdellatif Kechiche |
| 2014 | Sils Maria                                 | Olivier Assayas     |
| 2015 | Fatima                                     | Philippe Faucon     |
| 2016 | Une vie                                    | Stéphane Brizé      |
| 2017 | Barbara                                    | Mathieu Amalric     |
| 2018 | Plaire, aimer et courir vite               | Christophe Honoré   |
| 2019 | Jeanne                                     | Bruno Dumont        |

#### Dècada del 2000
| Any  | Títol                              | Director(s)        |
| ---- | ---------------------------------- | ------------------ |
| 2020 | Adolescentes                       | Sébastien Lifshitz |
| 2021 | Onoda, 10 000 nuits dans la jungle | Arthur Harari      |
| 2022 | Pacifiction                        | Albert Serra       |
| 2022 | Saint Omer                         | Alice Diop         |

### Premi Louis Delluc a l’opera prima

#### Dècada del 1990
| Any  | Títol   | Director(s)      |
| ---- | ------- | ---------------- |
| 1999 | Voyages | Emmanuel Finkiel |

#### Dècada del 2000
| Any  | Títol                                    | Director(s)                   |
| ---- | ---------------------------------------- | ----------------------------- |
| 2000 | Ressources humaines                      | Laurent Cantet                |
| 2001 | Toutes les nuits                         | Eugène Green                  |
| 2002 | Wesh wesh, qu'est-ce qui se passe?       | Rabah Ameur-Zaïmeche          |
| 2003 | Il est plus facile pour un chameau...    | Valeria Bruni-Tedeschi        |
| 2004 | Quand la mer monte...                    | Yolande Moreau i Gilles Porte |
| 2005 | Douches froides                          | Antony Cordier                |
| 2006 | Le Pressentiment                         | Jean-Pierre Darroussin        |
| 2007 | Naissance des pieuvres                   | Céline Sciamma                |
| 2007 | Tout est pardonné                        | Mia Hansen-Løve               |
| 2008 | L'Apprenti                               | Samuel Collardey              |
| 2009 | Qu'un seul tienne et les autres suivront | Léa Fehner                    |

#### Dècada del 2010
| Any  | Títol                                              | Director(s)                                |
| ---- | -------------------------------------------------- | ------------------------------------------ |
| 2010 | Belle Épine                                        | Rebecca Zlotowski                          |
| 2011 | Donoma                                             | Djinn Carrénard                            |
| 2012 | Louise Wimmer                                      | Cyril Mennugun                             |
| 2013 | Vandal                                             | Hélier Cisterne                            |
| 2014 | Les Combattants                                    | Thomas Cailley                             |
| 2015 | Le Grand Jeu                                       | Nicolas Pariser                            |
| 2016 | Gorge cœur ventre                                  | Maud Alpi                                  |
| 2017 | Grave                                              | Julia Ducournau                            |
| 2018 | Jusqu'à la garde / Les Garçons sauvages (ex-aequo) | (i) Xavier Legrand / (ii) Bertrand Mandico |
| 2019 | Vif-Argent                                         | Stéphane Batut                             |

#### Dècada del 2020
| Any  | Títol            | Director(s)                 |
| ---- | ---------------- | --------------------------- |
| 2020 | Josep            | Aurel                       |
| 2021 | Vers le bataille | Aurélien Vernhes-Lermusiaux |
| 2022 | Falcon Lake      | Charlotte Le Bon            |